# Thrinoxethus siolii
Thrinoxethus siolii är en mångfotingart som beskrevs av Vohland 1998. Thrinoxethus siolii ingår i släktet Thrinoxethus och familjen Aphelidesmidae. Inga underarter finns listade i Catalogue of Life.